# (38036) 1998 RE1
1998 RE1 (asteroide 38036) é um asteroide da cintura principal. Possui uma excentricidade de 0.17009650 e uma inclinação de 17.11236º.
Este asteroide foi descoberto no dia 13 de setembro de 1998 por John Broughton em Reedy Creek.